# Przewaga materialna
Przewaga materialna – w grze w szachy przewaga polegająca na posiadaniu silniejszych bierek lub większej ich liczby. Przewagę materialną można realizować na dwa podstawowe sposoby - wymuszając przejście do korzystnej końcówki lub atakując króla przeciwnika.
Jednym z rodzajów przewagi materialnej jest przewaga jakości: jeden z zawodników ma wieżę, a drugi lekką figurę - gońca lub skoczka.
Przeważnie uznaje się, że skoczek ma wartość około trzech pionów, goniec w przybliżeniu tyle samo, wieża około pięciu pionów, hetman około dziewięciu pionów (to już oczywiście tylko przelicznik, jedna strona nie może mieć powyżej ośmiu pionów). Wartości króla nie przelicza się w ten sposób, ponieważ król nigdy nie może zostać pobity. Gońce poruszające się po polach przeciwnych kolorów bardzo dobrze współpracują ze sobą, więc goniec należący do takiej pary ma nieco wyższą wartość. W praktyce oznacza to, że równowartościowe są (w przybliżeniu) następujące zestawienia figur:
|   | a                                                                          | b                                                                          | c                                                                          | d                                                                          | e                                                                          | f                                                                          | g                                                                          | h                                                                          |   |
| 8 | b6 – Biały król · c6 – Biały pionek · d5 – Czarna wieża · a1 – Czarny król | b6 – Biały król · c6 – Biały pionek · d5 – Czarna wieża · a1 – Czarny król | b6 – Biały król · c6 – Biały pionek · d5 – Czarna wieża · a1 – Czarny król | b6 – Biały król · c6 – Biały pionek · d5 – Czarna wieża · a1 – Czarny król | b6 – Biały król · c6 – Biały pionek · d5 – Czarna wieża · a1 – Czarny król | b6 – Biały król · c6 – Biały pionek · d5 – Czarna wieża · a1 – Czarny król | b6 – Biały król · c6 – Biały pionek · d5 – Czarna wieża · a1 – Czarny król | b6 – Biały król · c6 – Biały pionek · d5 – Czarna wieża · a1 – Czarny król | 8 |
| 7 | b6 – Biały król · c6 – Biały pionek · d5 – Czarna wieża · a1 – Czarny król | b6 – Biały król · c6 – Biały pionek · d5 – Czarna wieża · a1 – Czarny król | b6 – Biały król · c6 – Biały pionek · d5 – Czarna wieża · a1 – Czarny król | b6 – Biały król · c6 – Biały pionek · d5 – Czarna wieża · a1 – Czarny król | b6 – Biały król · c6 – Biały pionek · d5 – Czarna wieża · a1 – Czarny król | b6 – Biały król · c6 – Biały pionek · d5 – Czarna wieża · a1 – Czarny król | b6 – Biały król · c6 – Biały pionek · d5 – Czarna wieża · a1 – Czarny król | b6 – Biały król · c6 – Biały pionek · d5 – Czarna wieża · a1 – Czarny król | 7 |
| 6 | b6 – Biały król · c6 – Biały pionek · d5 – Czarna wieża · a1 – Czarny król | b6 – Biały król · c6 – Biały pionek · d5 – Czarna wieża · a1 – Czarny król | b6 – Biały król · c6 – Biały pionek · d5 – Czarna wieża · a1 – Czarny król | b6 – Biały król · c6 – Biały pionek · d5 – Czarna wieża · a1 – Czarny król | b6 – Biały król · c6 – Biały pionek · d5 – Czarna wieża · a1 – Czarny król | b6 – Biały król · c6 – Biały pionek · d5 – Czarna wieża · a1 – Czarny król | b6 – Biały król · c6 – Biały pionek · d5 – Czarna wieża · a1 – Czarny król | b6 – Biały król · c6 – Biały pionek · d5 – Czarna wieża · a1 – Czarny król | 6 |
| 5 | b6 – Biały król · c6 – Biały pionek · d5 – Czarna wieża · a1 – Czarny król | b6 – Biały król · c6 – Biały pionek · d5 – Czarna wieża · a1 – Czarny król | b6 – Biały król · c6 – Biały pionek · d5 – Czarna wieża · a1 – Czarny król | b6 – Biały król · c6 – Biały pionek · d5 – Czarna wieża · a1 – Czarny król | b6 – Biały król · c6 – Biały pionek · d5 – Czarna wieża · a1 – Czarny król | b6 – Biały król · c6 – Biały pionek · d5 – Czarna wieża · a1 – Czarny król | b6 – Biały król · c6 – Biały pionek · d5 – Czarna wieża · a1 – Czarny król | b6 – Biały król · c6 – Biały pionek · d5 – Czarna wieża · a1 – Czarny król | 5 |
| 4 | b6 – Biały król · c6 – Biały pionek · d5 – Czarna wieża · a1 – Czarny król | b6 – Biały król · c6 – Biały pionek · d5 – Czarna wieża · a1 – Czarny król | b6 – Biały król · c6 – Biały pionek · d5 – Czarna wieża · a1 – Czarny król | b6 – Biały król · c6 – Biały pionek · d5 – Czarna wieża · a1 – Czarny król | b6 – Biały król · c6 – Biały pionek · d5 – Czarna wieża · a1 – Czarny król | b6 – Biały król · c6 – Biały pionek · d5 – Czarna wieża · a1 – Czarny król | b6 – Biały król · c6 – Biały pionek · d5 – Czarna wieża · a1 – Czarny król | b6 – Biały król · c6 – Biały pionek · d5 – Czarna wieża · a1 – Czarny król | 4 |
| 3 | b6 – Biały król · c6 – Biały pionek · d5 – Czarna wieża · a1 – Czarny król | b6 – Biały król · c6 – Biały pionek · d5 – Czarna wieża · a1 – Czarny król | b6 – Biały król · c6 – Biały pionek · d5 – Czarna wieża · a1 – Czarny król | b6 – Biały król · c6 – Biały pionek · d5 – Czarna wieża · a1 – Czarny król | b6 – Biały król · c6 – Biały pionek · d5 – Czarna wieża · a1 – Czarny król | b6 – Biały król · c6 – Biały pionek · d5 – Czarna wieża · a1 – Czarny król | b6 – Biały król · c6 – Biały pionek · d5 – Czarna wieża · a1 – Czarny król | b6 – Biały król · c6 – Biały pionek · d5 – Czarna wieża · a1 – Czarny król | 3 |
| 2 | b6 – Biały król · c6 – Biały pionek · d5 – Czarna wieża · a1 – Czarny król | b6 – Biały król · c6 – Biały pionek · d5 – Czarna wieża · a1 – Czarny król | b6 – Biały król · c6 – Biały pionek · d5 – Czarna wieża · a1 – Czarny król | b6 – Biały król · c6 – Biały pionek · d5 – Czarna wieża · a1 – Czarny król | b6 – Biały król · c6 – Biały pionek · d5 – Czarna wieża · a1 – Czarny król | b6 – Biały król · c6 – Biały pionek · d5 – Czarna wieża · a1 – Czarny król | b6 – Biały król · c6 – Biały pionek · d5 – Czarna wieża · a1 – Czarny król | b6 – Biały król · c6 – Biały pionek · d5 – Czarna wieża · a1 – Czarny król | 2 |
| 1 | b6 – Biały król · c6 – Biały pionek · d5 – Czarna wieża · a1 – Czarny król | b6 – Biały król · c6 – Biały pionek · d5 – Czarna wieża · a1 – Czarny król | b6 – Biały król · c6 – Biały pionek · d5 – Czarna wieża · a1 – Czarny król | b6 – Biały król · c6 – Biały pionek · d5 – Czarna wieża · a1 – Czarny król | b6 – Biały król · c6 – Biały pionek · d5 – Czarna wieża · a1 – Czarny król | b6 – Biały król · c6 – Biały pionek · d5 – Czarna wieża · a1 – Czarny król | b6 – Biały król · c6 – Biały pionek · d5 – Czarna wieża · a1 – Czarny król | b6 – Biały król · c6 – Biały pionek · d5 – Czarna wieża · a1 – Czarny król | 1 |
|   | a                                                                          | b                                                                          | c                                                                          | d                                                                          | e                                                                          | f                                                                          | g                                                                          | h                                                                          |   |

| BIAŁE                 | CZARNE                        |
| --------------------- | ----------------------------- |
| skoczek i dwa piony   | wieża                         |
| goniec i dwa piony    | wieża                         |
| wieża i pion          | goniec i skoczek              |
| dwa gońce i pion      | wieża i skoczek               |
| dwa gońce i dwa piony | hetman                        |
| goniec i dwa skoczki  | hetman                        |
| dwa gońce i skoczek   | dwie wieże                    |
| hetman i pion         | dwie wieże                    |
| hetman                | wieża, skoczek i pion         |
| hetman                | wieża, goniec i pion          |
| hetman i dwa piony    | wieża, goniec i skoczek       |
| hetman i skoczek      | wieża i dwa gońce             |
| hetman i goniec       | dwie wieże i dwa piony        |
| hetman i wieża        | dwa gońce, dwa skoczki i pion |

Nic się, oczywiście, nie zmienia w wypadku zamienienia kolorów. Przeważnie można uznać, że jeżeli układ bierek pasuje do którejś z tych równości, ale jedna ze stron ma coś ponadto, a druga nie, to ta pierwsza strona ma przewagę materialną. Niektóre pozycje z tabeli mają zastosowanie jedynie w pojedynczych przypadkach, sporadycznie zdarza się zwłaszcza możliwość wymienienia hetmana i wieży na cztery lekkie figury i piona. Koniecznie trzeba jednak pamiętać, że istnieją liczne pozycje, w których wartość faktyczna figur nie odpowiada ich wartości nominalnej, przykładowo w pozycji Saavedry wieża jest bezradna w walce z pionem.